# Estequiômetro
Estequiômetro é o dispositivo de alimentação de combustível  que equipa os motores a álcool pré-vaporizado substituindo o tradicional carburador.
Ele captura o calor do sistema de arrefecimento do automóvel, vaporiza totalmente o álcool e regula a quantidade da mistura combustível que é enviada ao motor para a queima.
O álcool possui uma temperatura de evaporação relativamente baixa, vaporizando-se por completo a 78,4°C no caso do etanol ( o metanol vaporiza-se a 64,7°C ). No momento em que o estequiômetro atinge esta temperatura, sensores eletrônicos desativam o fornecimento do combustível na forma líquida que passa então a ser injetado no motor na forma gasosa e apenas na quantidade mínima necessária.
Assim, a mistura combustível não é mais líquido/gasosa mas gasosa/gasosa (ar + vapor de álcool). A mistura de dois "gases"  é mais eficiente: resulta numa combustão mais completa aumentando o rendimento ( economia de combustível ) reduzindo as emissões de poluentes e proporcionando aumento de potência.
O estequiômetro foi desenvolvido pelos engenheiros brasileiros Arthur Carlos Zanetti e Marcos Serra Negra Camerini.